# International Feminist Journal of Politics
International Feminist Journal of Politics (дословно — «Международный феминистский журнал политики») — ежеквартальный рецензируемый академический журнал, посвящённый международным отношениям и международной политической экономии с акцентом на гендерные вопросы в глобальной политике. Журнал основан Ян Джинди Петтман (Австралийский национальный университет) в 1999 году. В 2020 году главными редакторами являются Брук Акерли (Университет Вандербильта), Элизабет Джей Фридман (Университет Сан-Франциско), Кришна Менон (Университет Амбедкара, Дели) и Марыся Залевски (Кардиффский университет). В число бывших редакторов входят Хайди Хадсон (Университет Фри-Стейт), Лаура Сьоберг (Университет Флориды) и Синтия Вебер (Университет Сассекса). Журнал выпускается международным издательством Taylor & Francis.

## Предыстория
Гендер как предмет анализа заметно усилился в середине 1990-х годов при изучении международных отношений. В это время значительное внимание уделялось тому, как концепции гендера повлияли на язык, политику и процессы, происходящие на международной арене. Создание журнала стало результатом формирования феминистского мышления в области международной политики. Ключевыми конференциями, которые сыграли важную роль в увековечении этих идеалов, были Международная конференция по народонаселению и развитию 1994 года в Каире, Всемирная конференция по правам человека 1993 года в Вене и Четвёртая Всемирная конференция по положению женщин 1995 года. На встрече Ассоциации международных исследований в 1996 году представители Routledge обратились к членам секции феминистской теории и гендерных исследований (FTGS) с идеей создания феминистского журнала по образцу недавно выпущенного журнала Feminist Economics.
Журнал был создан совместными усилиями под руководством Ян Джинди Петтман в 1999 году. Предполагалось, что редакционная коллегия будет разнообразной в культурном отношении, в неё войдут учёные из разных культурных и этнических групп с широким географическим диапазоном. 

## Рецензирование
Согласно Journal Citation Reports, в 2015 году импакт-фактор журнала составил 0,970, что позволило ему занять 67-е место из 161 журнала в категории «Политология» и 19-е место из 40 журналов в категории «Женские исследования».